# Polyommatus sartoides
Polyommatus sartoides är en fjärilsart som beskrevs av Swinhoe 1910. Polyommatus sartoides ingår i släktet Polyommatus och familjen juvelvingar. Inga underarter finns listade i Catalogue of Life.